# Kamionka Górna
Kamionka Górna – osada w Polsce położona w województwie podkarpackim, w powiecie niżańskim, w gminie Krzeszów.
W 1927 powstała Ochotnicza Straż Pożarna w Kamionce Górnej.
Wierni Kościoła rzymskokatolickiego należą do parafii Narodzenia Najświętszej Maryi Panny w Krzeszowie.